# Putsarfisk

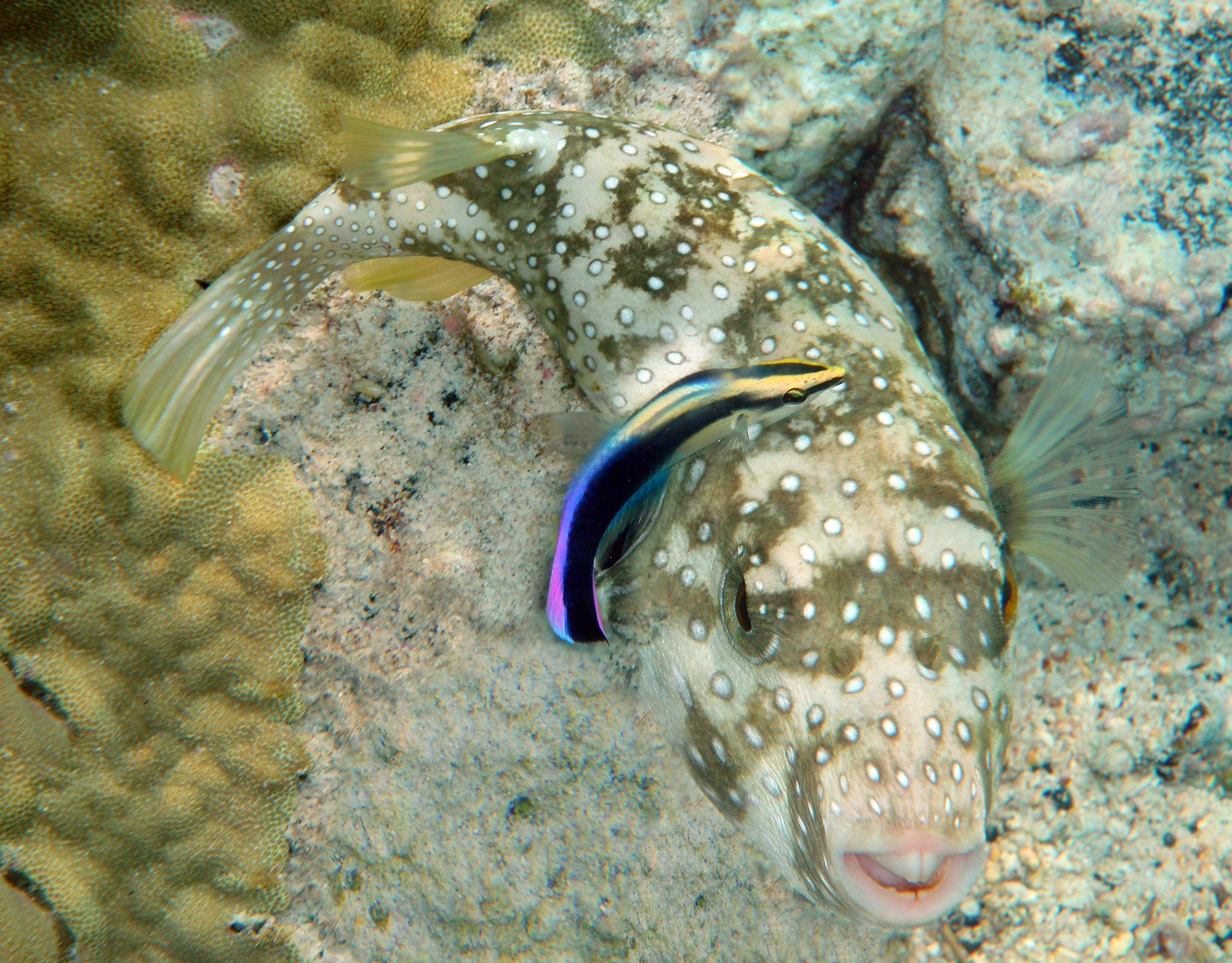
En putsarfisk av arten Labroides phthirophagus utför sina tjänster för ett exemplar av Arothron hispidus, en art av blåsfiskar.

Putsarfisk kallas fiskar som helt eller delvis livnär sig på att plocka parasiter och liknande av kroppen från andra fiskar. Dessa fiskar (huvudsakligen läppfiskar och smörbultar av släktet Gobiosoma) lever vanligtvis i eller i närheten av korallrev där de blir uppsökta av andra fiskar som vill bli putsade.